# Advanced Mobile Phone Service

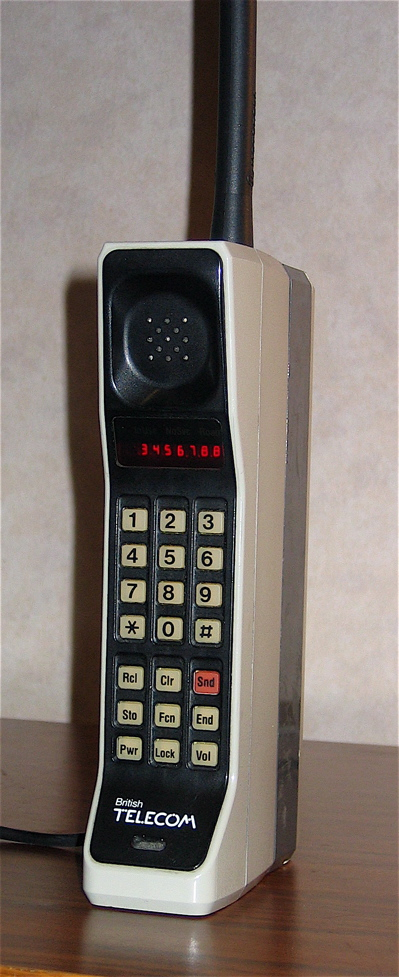
Motorola DynaTAC – pierwszy telefon działający w systemie AMPS

AMPS (ang. Advanced Mobile Phone System) – system analogowej telefonii komórkowej pierwszej generacji, będący odpowiednikiem europejskiego systemu NMT. Stosowany głównie w krajach Ameryki Północnej.
Każdy z kanałów sieci AMPS o szerokości 30 kHz składa się z dwóch częstotliwości z odstępem 45 MHz: 416 kanałów działa w zakresie częstotliwości 824–849 MHz do transmisji ze stacji mobilnych do stacji bazowych – kanały te są skojarzone z 416 częstotliwościami w zakresie 869–894 MHz do transmisji ze stacji bazowej do stacji mobilnych.